# البحرين في دورة الألعاب الآسيوية البارالمبية 2010
شاركت مملكة البحرين في دورة الألعاب الآسيوية البارالمبية 2010 التي أقيمت في مدينة قوانتشو بالصين خلال الفترة من 13 إلى 19 ديسمبر 2010. فازت البحرين بثلاث ميداليات من ضمنها ميدالية ذهبية واحدة لتحصل على 19 نقطة في جدول الميداليات.